# Incubatieperiode
De incubatieperiode of incubatietijd van een ziekte is de tijd die verstrijkt tussen de besmetting en de eerste klinische symptomen van de ziekte. Deze periode kan uiteenlopen van een aantal dagen tot vele jaren, zoals bij sommige hepatitis en lepra besmettingen.
De incubatieperiode van hepatitis C kan bijvoorbeeld oplopen tot 26 weken. Tijdens deze periode is het meestal wel mogelijk om anderen te besmetten.

## Voorbeelden
| Ziekte                | Incubatietijd               |
| --------------------- | --------------------------- |
| Griep                 | 1-4 dagen                   |
| Verkoudheid           | 2-5 dagen                   |
| SARS                  | tot 10 dagen                |
| SARS-CoV-2 (COVID-19) | 2-14 dagen                  |
| Polio                 | 7-14 dagen                  |
| Mazelen               | 9-12 dagen                  |
| Pokken                | 7-17 dagen                  |
| Waterpokken           | 14-16 dagen                 |
| Rodehond              | 14-21 dagen                 |
| Pfeiffer              | 10 dagen-3 maanden          |
| Ebola                 | gemiddeld 1 week            |
| Hiv                   | meestal 2 tot 6 weken       |
| Cholera               | gemiddeld 6 uur tot 2 dagen |
| Mexicaanse griep      | ongeveer 7 dagen            |
| Norovirus             | tussen de 8 en 60 uur       |